# Daniel Rondeau
Pour les articles homonymes, voir Rondeau.
Daniel Rondeau, né le 7 mai 1948 au Mesnil-sur-Oger, est un écrivain, éditeur, journaliste et diplomate français.
Il est l’auteur d’une trentaine d’ouvrages parmi lesquels des livres autobiographiques, des romans, des portraits de villes, et des textes sur la littérature et l’histoire. Ses livres sont traduits en plusieurs langues. Il a reçu le grand prix de littérature Paul-Morand en 1998 pour l’ensemble de son œuvre. Le grand prix du roman de l'Académie française lui a été décerné  en 2017 pour Mécaniques du chaos. Il est élu à l'Académie française le 6 juin 2019.

## Débuts
Fils d’instituteurs, Daniel Rondeau passe son enfance à Congy et son adolescence à Châlons-sur-Marne. Il a un jeune frère, le photographe Gérard Rondeau.
Après des études de droit à Nancy et à Paris où il obtient sa licence, il devient militant d’extrême gauche, auprès des maoïstes. Il rejoint alors la Gauche prolétarienne et part travailler en juillet 1971 comme ouvrier dans des usines en Lorraine.
En sortant de l'usine, il étudie l’histoire des ouvriers lorrains. Il publie en 1979 son premier essai intitulé Chagrin lorrain, la vie ouvrière en Lorraine (1870-1914), co-écrit avec François Baudin. À la même époque, il travaille pour Radio Nord-Est et crée l'émission Mémoires ouvertes où il diffuse les centaines de témoignages qu’il a enregistrés.
Dans le cadre d'un entretien qu'il doit réaliser sur un chanteur, il rencontre le chanteur français Johnny Hallyday, alors en tournée à Nancy. Les deux hommes se lient d'amitié. Daniel Rondeau publie deux livres sur le rockeur : L'Âge-Déraison, véritable biographie imaginaire de Johnny H. (1982), Johnny, portrait paru en 1999 et, questionne à plusieurs reprises ce dernier pour différents journaux (notamment pour Le Monde en janvier 1998). En 2017, Daniel Rondeau prend la parole pour rendre hommage à la star du rock and roll français lors de ses funérailles à la Madeleine.

## Journaliste
En 1982, à la demande de Serge July, il devient rédacteur en chef « culture » du journal Libération. En 1984, il publie avec Jean-François Fogel Pourquoi écrivez-vous ?, somme des réponses faites à cette question par 400 écrivains du monde entier.
De 1985 à 1998, il est grand reporter au Nouvel Observateur et entre 1998 et 2007, il est éditorialiste à L'Express. Beaucoup de ses articles ont été rassemblés dans trois livres, Trans-Europe-Express en 1984, Les Fêtes partagées en 1994 et réédité en 2015, Journal de lecture en 2007.
À la fin des années 1980, il crée et anime une émission culturelle et politique sur La 7, Dialogue. Il écrit plusieurs téléfilms (Alexandrie la septième merveille, Malraux ou la grande vie, Des hommes libres avec Alain Ferrari…).
Il collabore également à Paris Match, au Journal du dimanche et au quotidien Le Monde où il publie des portraits ou de longs entretiens.

## Écrivain

### Romancier
En 1982, Daniel Rondeau publie son premier roman L’Âge-Déraison, véritable biographie imaginaire de Johnny H.
Les Tambours du Monde, deuxième roman de Rondeau, sort pour la rentrée romanesque de 1989.
En 1992 parait La Part du diable.
En 2004, il publie Dans la Marche du temps. Pour écrire ce roman, auquel il consacre sept années, il décide de quitter Paris et de s’installer au cœur de la forêt champenoise.
En 2017, son roman Mécaniques du Chaos reçoit le Grand prix du roman de l'Académie Française.
Il est membre du jury du prix Sévigné.
En 2021, il devient président du jury du prix littéraire de La Renaissance française.

### Écrivain engagé
Son expérience dans des usines en Lorraine est consignée dans son livre L’Enthousiasme (1988).
En 1991, il publie Chronique du Liban rebelle 1988-1989. Profondément attaché au Liban, il soutient le général Michel Aoun à la fin des années 1980 puis lors de l'exil en France de celui-ci. Daniel Rondeau est présent lors du retour de général au Liban en 2005 et garde de nombreux liens avec le pays du cèdre.
En 2019, il réunit dans son livre La raison et le cœur les textes publiés depuis plus de trente ans dans différents journaux, témoins de ses rencontres, de ses questions, de ses interventions : Pologne, Sarajevo, Belgrade, Boat-people de la Méditerranée, chrétiens d'Orient, Tombouctou, indépendances de l'Europe, banlieues abandonnées par la République…

### Textes autobiographiques
En 2006 parait Les vignes de Berlin première partie d'un récit autobiographique que Daniel Rondeau intitule Mémoire tu l'appelleras et dont L'Enthousiasme constitue le second tome.
En 2014, il publie son journal tenu de 1991 à 2012 : Vingt ans et plus.
Après dix ans de rendez-vous hebdomadaires avec la boxe, parait en 2016 Boxing Club leçon de vie et de littérature où s'enchainent portraits et réflexions sur le noble art et ses pratiquants.

### Voyageur
Daniel Rondeau est l’auteur d’une série de récits sur les villes, commencée en 1987 par la publication de Tanger. Par la suite, il n’a plus jamais cessé de voyager autour du Bassin méditerranéen et de le raconter. En 1997, il publie Alexandrie. Ce livre lui vaut le prix des Deux Magots l'année suivante. Istanbul parait en 2002.
Après avoir été durant trois ans ambassadeur à Malte, il publie, en 2012, un portrait littéraire de l'île, Malta Hanina.
En 2011, il devient membre des écrivains de Marine.

## Académicien
Après une première candidature infructueuse en 2011 au fauteuil 40, il est à nouveau candidat en 2016, au fauteuil de René Girard (trois voix lui manquent alors). Il est finalement élu le 6 juin 2019 au fauteuil de Michel Déon, non pourvu après trois élections blanches. Il est reçu sous la Coupole le 4 novembre 2021.

## Éditeur
En 1987, le notaire Gérard Voitey demande à Daniel Rondeau de l'aider à fonder une maison d'édition, Quai Voltaire, consacrée à la littérature et aux voyages. L'aventure prend fin en janvier 1995 après le suicide dudit notaire.
De 2004 à mars 2008, il est le directeur de la collection « Bouquins », fondée par Guy Schoeller, aux Éditions Robert Laffont.

## Ambassadeur
En avril 2008, il est nommé ambassadeur de France à Malte.
Dans le cadre de ses fonctions, il organise avec la Marine nationale, en octobre 2009, en Méditerranée, un voyage symbolique et politique qui réunit des écrivains, des poètes, des historiens, des savants issus de différents pays méditerranéens, embarqués sur le pétrolier ravitailleur La Meuse (opération Ulysse 2009). À chaque escale, ces auteurs donnent des conférences et participent à des débats.
En novembre 2011, Nicolas Sarkozy le nomme délégué permanent de la France auprès de l'UNESCO. Rondeau démissionne de ses fonctions en 2013.

## Vie privée
Daniel Rondeau est marié et père de deux enfants. Il est chrétien.

## Œuvres

### Romans et essais
- Chagrin lorrain (avec François Baudin), Paris, Le Seuil, 1979.
- L’Âge-Déraison, véritable biographie imaginaire de Johnny H., Paris, Le Seuil, 1982.
- Trans-Europ-Express, Paris, Le Seuil, 1984.
- Tanger, Paris, Quai Voltaire, 1987. Édition poche, Paris, Hachette, Le Livre de poche, no 6783.
- L’Enthousiasme, Paris, Quai Voltaire, 1988; Paris, Grasset, 2006, coll. « Les Cahiers Rouges ».
- Chronique du Liban rebelle 1988-1989, Paris, Grasset, 1991.
- Les Tambours du Monde, 1989, Paris, Grasset.
- Portraits champenois (avec Gérard Rondeau), Reflets, 1991.
- La Part du diable, Paris, Grasset, 1992.
- Littérature notre ciel, souvenir de Heinrich Maria Ledig Rowohlt, Paris, Grasset, 1992, hors commerce.
- Les Fêtes partagées, lectures et autres voyages, Paris, NIL éditions, 1994 et 2015.
- Mitterrand et nous, Paris, Grasset, 1994.
- Des Hommes libres, La France libre par ceux qui l’ont faite, avec Roger Stéphane, Paris, Grasset, 1997.
- Alexandrie, Paris, NIL, 1997. Édition de poche, Paris, Gallimard, coll. « Folio », no 341. Prix des Deux Magots 1998.
- Tanger et autres Marocs, Paris, NIL, 1997. Édition de poche, Paris, Gallimard, coll. « Folio », no 3342.
- Johnny, Paris, NIL édition, 1999[12].
- Istanbul, Paris, NIL, 2002. Édition de poche, Paris, Gallimard, coll. « Folio », no 4118.
- Dans la marche du temps, Paris, Grasset, 2004. Édition poche, Paris, Hachette, Le Livre de poche.
- Camus ou les promesses de la vie, Paris, Mengès, 2005.
- Istanbul, La Martinière, 2005 (avec des photographies de Marc Moitessier).
- Les Vignes de Berlin, Paris, Grasset, 2006.
- Journal de lectures, Transbordeurs, 2007.
- La Consolation d’Haroué, (avec des aquarelles d’Alberto Bali), Gourcuff Gradenigo, 2007.
- Carthage, Paris, NIL, 2008. Édition de poche, Paris, Gallimard, coll. « Folio », no 4948.
- Malta Hanina, Paris, Grasset, 2012. Édition de poche, Paris, Gallimard, coll. « Folio », no 5572.
- Vingt ans et plus, Paris, Flammarion, 2014.
- Boxing-Club, Paris, Grasset, 2016.
- Mécaniques du chaos, Paris, Grasset, 2017.
- La raison et le cœur, Paris, Grasset, 2018.
- Arrière pays, Grasset, 2021.
- Beyrouth sentimental, Stock, 2023.
- Ma Champagne, mon pays, éd. des Équateurs, 2023.

### Ouvrages collectifs
- Pourquoi écrivez vous ? sous la direction de Jean-François Fogel et Daniel Rondeau, Paris, Hachette, Le Livre de Poche-Biblio, no 4086.
- L’Appel du Maroc, sous la direction de Daniel Rondeau, Paris, Institut du monde arabe, 1999.
- Goudji, le magicien d’or, Gourcuff Gradenigo, 2007.

### Préfaces
- Hervé Chabaud (commentaires historiques) et Roland Irolla (150 dessins), Paris - Trésors dévoilés, éditions Roland Irolla, Niort, 2021.

## Distinctions

### Prix
- 1988 : Prix du roman populiste pour L'Enthousiasme
- 1994 : Prix Liberté Littéraire pour Les Fêtes partagées
- 1998 : Grand prix de littérature Paul-Morand de l'Académie française pour son œuvre[13]
- 1998 : Prix des Deux Magots pour Alexandrie
- 2014 : Prix Saint-Simon pour Vingt ans et plus
- 2015 : Prix Jacques Audiberti pour l'ensemble de son œuvre
- 2016 : Prix Jules Rimet pour Boxing-Club
- 2017 : Grand prix du roman de l'Académie française pour Mécaniques du chaos

### Décorations
- Chevalier de la Légion d'honneur.
- Commandeur de l'ordre des Arts et des Lettres[14].
- Chevalier de l'ordre du Mérite maritime.
- Officier de l'ordre national du Mérite (Malte).
- Commandeur de l'ordre national du Cèdre.

### Titre honorifique
- Docteur honoris causa de l'Institut d'État des relations internationales de Moscou.